# Wandern in Neuseeland

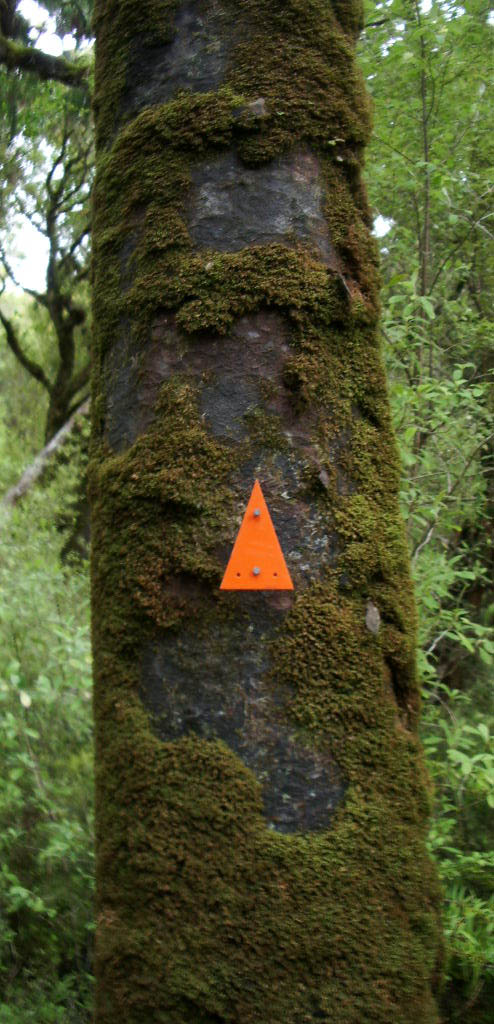
Wegezeichen in Neuseeland

Ein weitverzweigtes Wegenetz ermöglicht das Wandern in Neuseeland und erschließt die vielfältige und immer noch ursprüngliche Natur dieses Landes. Die gut ausgebaute Infrastruktur zahlreicher Übernachtungsgelegenheiten und verschiedener Transportsysteme macht das neuseeländische Hinterland zugänglich. Die überwiegende Mehrzahl der Wanderwege führt durch vom Department of Conservation (DoC) verwaltete Naturschutzgebiete.

## Entwicklung
Viele der Wege, die jetzt als Wanderwege ausgebaut sind, sind uralte Verbindungen der Māori. Später haben Goldsucher, Jäger, Holzfäller, Gumdigger und Siedler weitere Routen angelegt, ehe das Straßennetz den heutigen Ausbauzustand erreichte. Auf diesen alten sowie auf neu angelegten Wegen (tracks) wandern in zunehmender Anzahl sowohl einheimische als auch ausländische Touristen.
Auf der Nord-, Süd- und Stewart-Insel sowie auf einigen kleineren Inseln sind viele Bereiche als besondere Schutzgebiete ausgewiesen; es gibt zurzeit 14 Nationalparks, 20 Waldschutzgebiete, 32 Meeresschutzgebiete mit ihren Küsten und viele Regionalparks. In den Alpen der Südinsel und in allen der etwa 40 Berglandschaften (mountain ranges) kann gewandert werden. Es sind viele hundert verschiedene Wanderwege in allen Landschaften und in fast allen Regionen Neuseelands bekannt und beschrieben.
Viele Wanderungen sind auch per Pferd, Fahrrad oder Kanu möglich. Dem vergleichsweise beschaulichen Wandern stehen andere, gelegentlich recht ausgefallene outdoor-Aktivitäten wie Jetboating, Canyoning, Abseiling, Bungee- und Fallschirmspringen gegenüber.

### Begriffliches
Wandern (walking, genauer: hiking) kann von einigen Minuten (short walk) bis zu vielen Tagen (long distance walk) dauern. Mehrtägiges Wandern (multi-day walk) wird auch als trekking, tramping, bush walking oder wilderness backpacking bezeichnet.
Der Begriff backcountry lässt sich nur ungenügend mit Hinterland übersetzen. Backcountry definiert sich mehr durch die Gegebenheiten als durch geografische Relation; es bedeutet meist raues bis wüstes Naturgelände, in dem es an den meisten zivilisatorischen Einrichtungen mangelt. Nicht zu verwechseln oder gleichzusetzen ist es mit den endlosen Weiten der australischen outbacks.
Outdoor oder outdoors bezeichnet alles in der Natur außerhalb von Gebäuden, gemeint ist meist Freizeitaktivität in beträchtlicher Distanz zur Zivilisation.
Alle natürlich bewachsene Landschaft, von der Steppe bis zum Regenwald, heißt bush.

## Wegerecht
Je nach den Besitzverhältnissen lässt sich unterscheiden in
- Öffentlichen Besitz (crown land), nicht nur Staatseigentum, auch Gemeindeanlagen (domain) dürfen frei betreten und benutzt werden, sofern nicht lokale Einschränkungen bestehen. Eine Sonderform sind
  - projektierte Straßen (paper roads), die zwar einmal gesetzlich definiert worden sind, aber weder in der Natur vorhanden noch ersichtlich sein müssen; sie dürfen immer begangen werden, auch wenn sie über Privatgelände verlaufen.
- Individualbesitz (private land), hier kann der Zutritt beschränkt und/oder kostenpflichtig sein. Eine Sonderform ist
  - Māori Land – gesetzlich den Māori als Besitz und Schutzzone zugeeignet. Manche heilige Stellen, wie Wälder, Strände und Berghöhen mit spiritueller Bedeutung, dürfen nicht betreten werden.

Überwiegend verlaufen die Wanderwege über öffentliches Gelände. Von wenigen ganz speziellen Naturschutzzonen und Habitatschutzgebieten abgesehen, ist der Zutritt zu allen Parks frei und kostenlos. Von privaten Unternehmern werden in einigen Gegenden geführte Wanderungen (guided walks) mit zusätzlichen Diensten wie Transport, Verpflegung, Übernachtung und Betreuung angeboten, so dass sich auch völlig unerfahrene Besucher in die Natur begeben können. Hingegen sind für ungeführte Wanderer (independant walkers) lediglich die Übernachtungen in den Hütten gebührenpflichtig. Ganz generell könnten so auch Great Walks gewandert werden, sofern nicht übernachtet wird: manche Sportler laufen den auf drei bis vier gemütliche Tage konzipierten Kepler Track innerhalb eines Tages.

## Hütten
Von verschiedenen Organisationen werden zahlreiche Wanderhütten unterhalten.
Insbesondere der DoC bietet zwischen 900 und 1000 backcountry huts sowie viele Unterstände, backcountry shelters, und mit zahlreichen backcountry campsites Stellen für ein sehr einfaches Camping an.
Von wenigen explizit angegebenen Ausnahmen ist Anmelden zu den Übernachtungen nicht vorgeschrieben. Wenn manchmal zu viele Wanderer eintreffen, müssen sie sich mit der Enge arrangieren. Im Gegensatz zu den Hütten der Great Walks werden die meisten anderen Hütten nicht immer von Hüttenwarten betreut. Es gibt keinerlei Bewirtschaftung der Art, wie sie auf vielen Berghütten der europäischen Alpen angeboten wird. Der DoC publiziert regelmäßig Informationen über Zustand und Ausstattung der Hütten.

### Gebühren

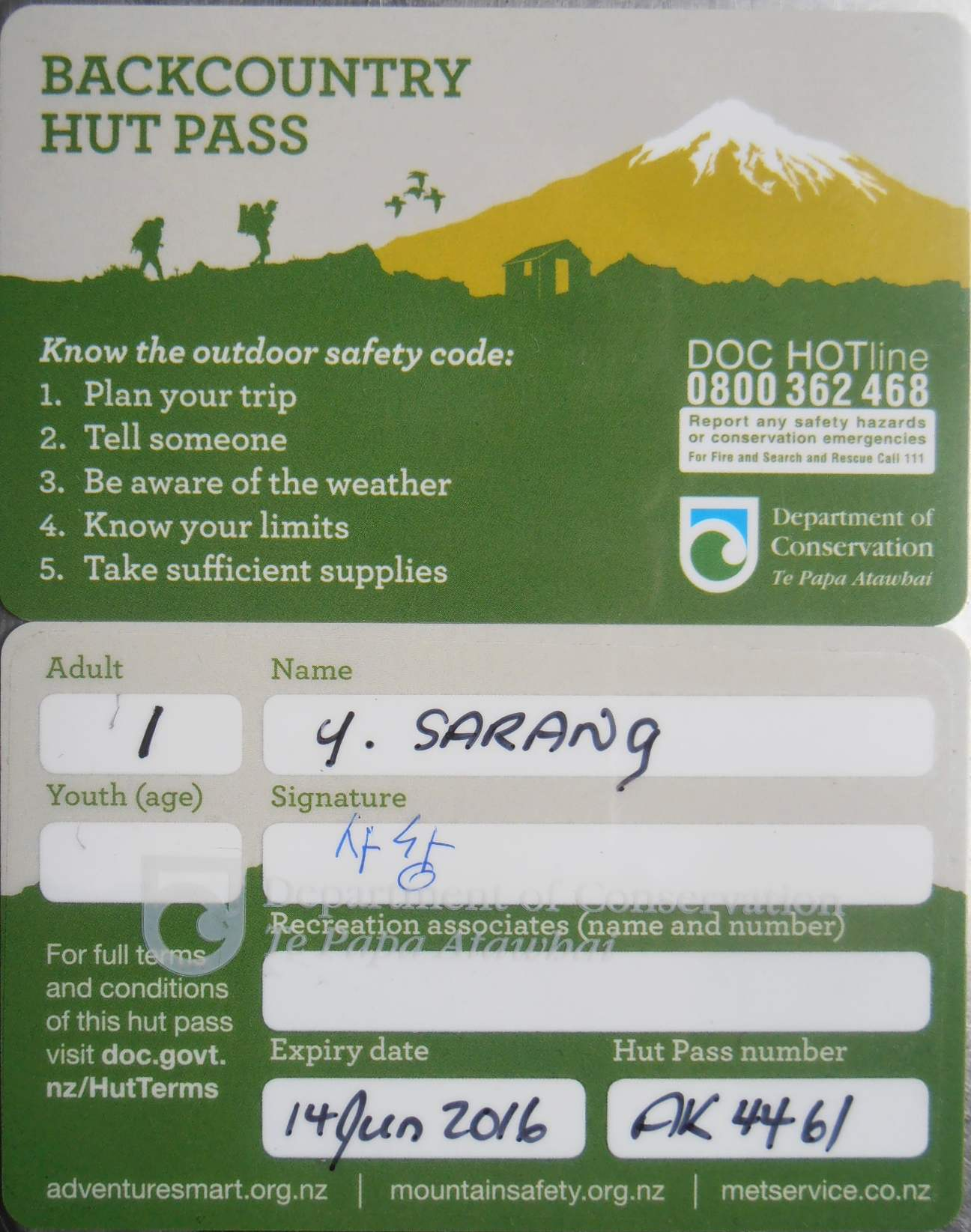
Hüttenpass

Bis in die frühen 1990er Jahre standen viele dieser Einrichtungen unentgeltlich zur Verfügung, dann wurden Gebühren erhoben und seither mehrmals erhöht. Die Gebühren werden mit sogenannten Tickets entrichtet, alternativ ist es möglich, einen preiswerteren Jahrespass (Annual Hut Pass, AHP) oder Halbjahrespass zu erwerben, der jedoch in immer mehr Hütten ungültig ist.
Hütten werden nach fünf Kategorien unterschieden, und es gibt vier Alterskategorien für Benutzer.
Die wenigen der einfachsten Hütten, Unterstände und Biwaks sind gebührenfrei, für Übernachtungen in Hütten der besseren Kategorie sind mehrere Tickets erforderlich.
Für die Great Walks gelten besondere Gebührensysteme.
Buchbar sind auch die privaten Hütten anderer Betreiber, beispielsweise
- FMC Federated Mountain Club
- NZAC New Zealand Alpine Club
- New Zealand Deer Stalkers Association

Für die Benützung mitgeführter Zelte nahe bei den Hütten wird eine geringere Gebühr fällig. Zelten in einiger Entfernung von den Hütten bleibt gebührenfrei, weil dabei deren Infrastruktur nicht beansprucht wird.

## Orientierung
|                |                    |
| Wegemarkierung | Übergroßes Dreieck |

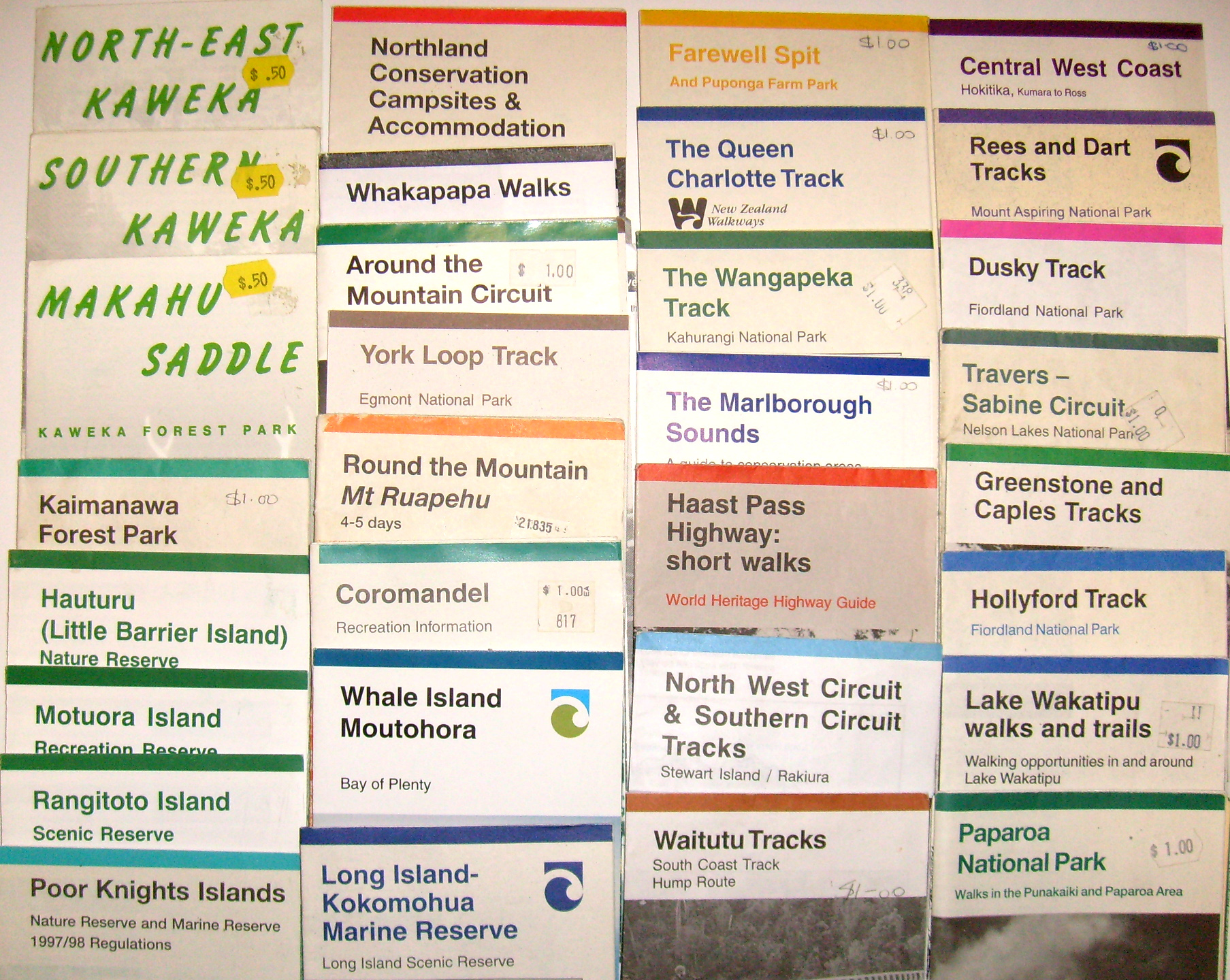
Einige Faltblätter

In den letzten Jahren sind die Wegmarkierungen weitgehend vereinheitlicht worden, orange Plastikdreiecke  ersetzen die zuvor angewandte Kennzeichnung mit weiß-roten Blechstreifchen und zeigen nun auch die Richtung an.
Ist auf einem längeren Wegstück kein Befestigen der Wegzeichen möglich, wie auf überfluteten Strandpassagen, Flussquerungen, Erdrutschgebieten oder sonstigen vegetationslosen Bereichen, werden weithin sichtbare Dreiecke in Übergröße verwendet.
Zu sehr vielen Wanderwegen sind beim DoC Kurzbeschreibungen (track pamphlets) erhältlich, die auf einem Faltblatt alles Wesentliche sowie Skizzen zum Weg enthalten. Zu den Wanderwegen, die als wichtiger angesehen werden, gibt es zusätzlich ausführliches Kartenmaterial (trackmaps, parkmaps, infomaps).
Allgemeinere Übersichten zu Gebieten und den Zufahrtswegen gibt es bei Tourismusdienstleistern und beim neuseeländischen Autoverband (Automobile Association, AA), zum Beispiel die Leisure Maps einiger Landschaften.

## Schwierigkeitsstufen

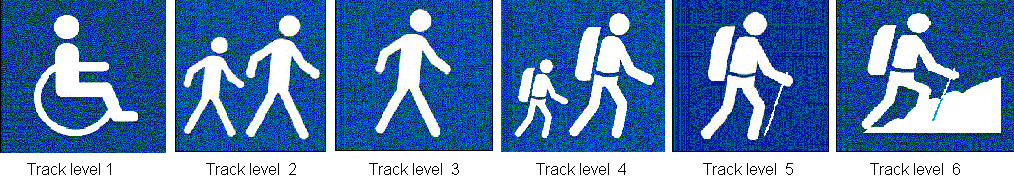
Symbole für sechs Schwierigkeitsstufen (track levels)

Vom DoC werden die Wege in sechs Grade eingeteilt:
1. Leichter Weg: Leichtes Wandern für alle Fähigkeiten (maximal eine Stunde)
2. Kurzwanderung: Leichtes Wandern für die meisten Fitnessstufen (maximal eine Stunde)
3. Wanderweg: Einfaches Wandern, einige Minuten bis zu einem Tag
4. Great Walk/leichter trampingtrack: Komfortabler Weg für Tages- oder Mehrtageswandern
5. Trampingtrack: Anspruchsvolles Mehrtageswandern mit vollem Gepäck und Proviant
6. Route: Besonders herausfordernde trampingtracks

|                             |                           |
| Brettersteg (Milford Track) | Seilbrücke (Heaphy Track) |

Es gehört zu den ständigen Aufgaben des DoC, neue Wege auszubauen und bestehende zu erhalten.
In den letzten Dekaden erleichtern immer mehr Brücken, oft einfache Seilbrücken (swing bridges oder walk wires), zahlreiche Flussquerungen und machen viele Wege auch bei ungünstiger Witterung passierbar. Vor allem in ökologisch gefährdeten Gebieten dienen Bretterstege (board walks) nicht nur dem Schutz der Pflanzen und der Vermeidung von Erosion, sie beugen auch der Entstehung von Schlammstellen vor und machen das Wandern komfortabler.
Da die Holzoberfläche bei Nässe sehr schlüpfrig werden kann, schützt ein aufgenageltes Drahtnetz vor dem Ausgleiten.

## Wegesystem
Neun Wanderwege gelten als Great Walks: das sind sehr populäre, gelegentlich auch übermäßig stark frequentierte Mehrtageswanderungen, für die besondere Regelungen gelten.
- Abel Tasman Coast Track im Abel Tasman Nationalpark (Südinsel)
- Heaphy Track im Kahurangi Nationalpark (Südinsel)
- Kepler Track im Fiordland-Nationalpark (Südinsel)
- Lake Waikaremoana Track im Te Urewera Nationalpark (Nordinsel)
- Milford Track im Fiordland-Nationalpark (Südinsel)
- Rakiura Track im Rakiura Nationalpark (Stewart Island)
- Routeburn Track im Fiordland-Nationalpark (Südinsel)
- Tongariro Northern Circuit im Tongariro Nationalpark (Nordinsel)
- Whanganui Journey im Whanganui Nationalpark (Nordinsel)

## Sicherheit

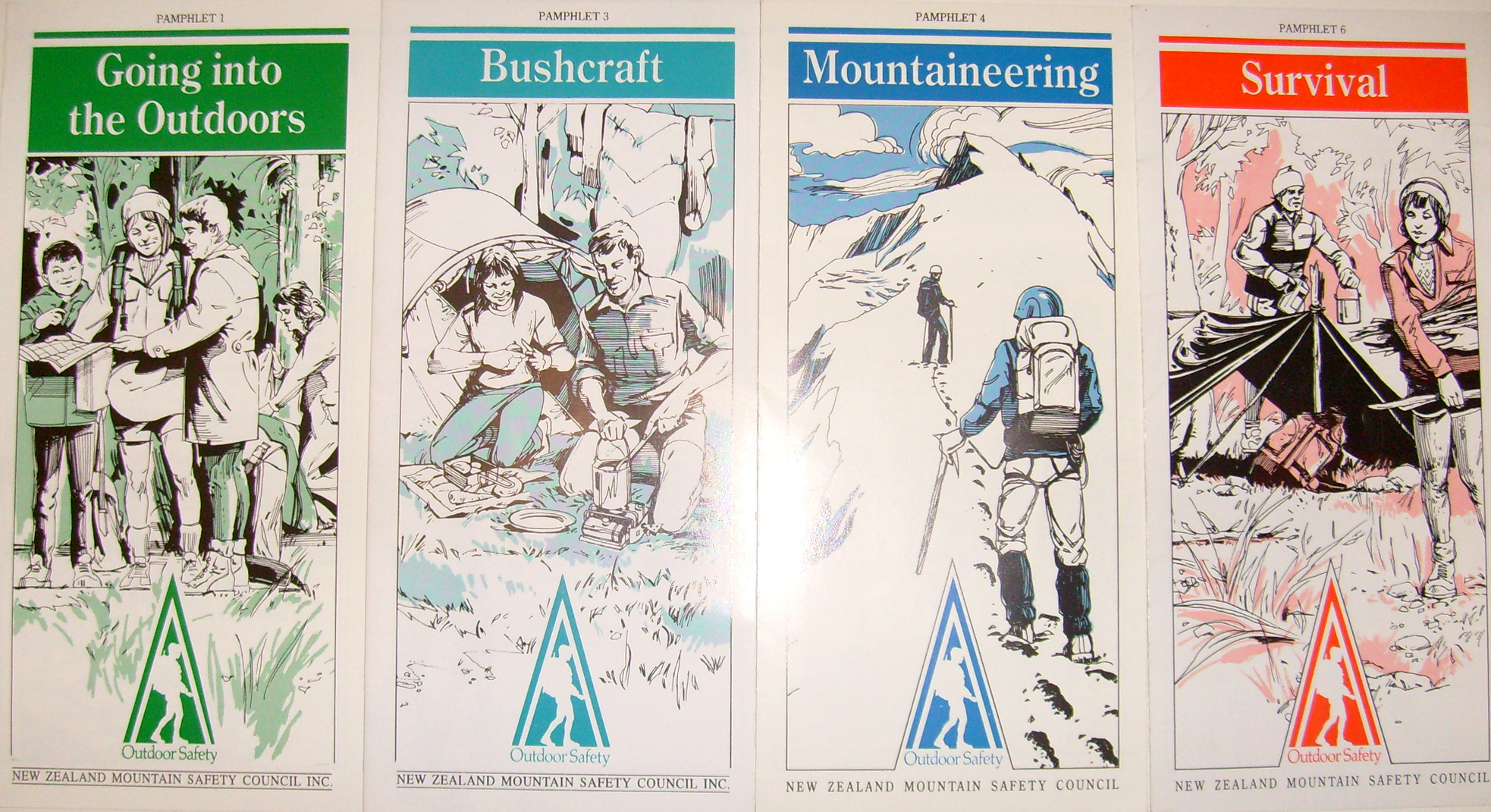
NZMSC „bushcraft“

DoC, New Zealand Mountain Safety Council (NZMSC) und andere Organisationen haben die Sicherheit in der Natur zur Aufgabe. Mit Veranstaltungen, Führungen, Schulungskursen und Informationsblättern werden nicht nur Außenaktivitäten populär gemacht; es wird auch auf den verantwortungsvollen Umgang mit der Natur hingewiesen, und wie den möglichen Gefahren begegnet werden kann. Dazu gehören Informationen über angemessene Vorbereitung und Ausrüstung, Sicherheitsregeln und Verhalten in Notsituationen (survival situation).
|                |     |
| Mountain radio | PLB |

Gegen geringe Gebühren können Notrufgeräte, Notbaken (PLB – personal locator beacon) oder Geräte für mountain radio, die im 90 m Band im Kurzwellenbereich senden, ausgeliehen werden. Vor allem in den neuseeländischem Südalpen sind viele Hütten mit stationären Funkstellen („radio“) ausgestattet.
Wanderern wird geraten, sich vor jeder Wanderung mit allen Details ihres Vorhabens einzutragen (sign in), dazu werden die standardisierten intentions forms angeboten, bei Überfälligkeit wird dann eine Suche ausgelöst. Um in solchen Fällen zur Eingrenzung des Suchgebietes den Weg eines Vermissten nachvollziehen zu können, liegen in allen Hütten Hüttenbücher (hut books) aus, in denen die wichtigsten Daten hinterlassen werden. Nach der Rückkehr in die Zivilisation erfolgt eine Rückmeldung (sign out), um keinen Fehlalarm auszulösen.
Die neuseeländischen Behörden verfügen über gut ausgestattete Rettungssysteme, die im Bedarfsfall unverzüglich anlaufen können.

## Umweltschutz
Für die vielen möglichen Outdooraktivitäten hat der DoC Empfehlungen zum rücksichtsvollen Umgang zusammengestellt. Der Umweltschutzcode (environmental care code) umfasst in Form einer Checkliste von zehn Punkten alles, worauf man beim Aufenthalt in der Natur achten sollte, um die Umwelt sauber und unversehrt zu erhalten. Dies betrifft den Schutz von Tieren und Pflanzen, die Vermeidung und Entsorgung von Abfall, die Sorgfalt mit Feuer, den achtsamen Umgang mit Gewässern, den Respekt vor dem Kulturerbe und die Rücksichtnahme auf andere.
Mit dem Slogan „Nimm nichts mit als Bilder – lasse nichts zurück als Fußspuren“ wird alles zu einer zentralen Aussage zusammenfasst. Dennoch zurückbleibender Müll wird von Freiwilligen entsorgt.

## Besonderheiten
Als Besonderheit des Wanderns in Neuseeland gelten die großen landschaftlichen Kontraste auf engem Raum. Neben den bekannten Attraktionen der Fjorde, Thermalgebiete, Vulkane, Geysire, Wüsten, Gletscher, Höhlensysteme, Regenwälder, Küsten, Seen, Gebirge und Wasserfälle gibt es zahlreiche weitere Wanderziele.
Zwar sind in Neuseeland weder gefährliche Großtiere noch Schlangen oder giftige Insekten vorhanden, aber doch manche Gefahren und Schwierigkeiten, die sich von europäischen Verhältnissen unterscheiden. Dabei kann es sich um klimatische und geologische Umstände handeln, aber auch um einheimische oder eingeschleppte Flora und Fauna. Gute Wanderliteratur legt dar, was in Neuseeland zusätzlich zu beachten ist.

### Risiken
Die exponierte Lage in den Roaring Forties der Tasmansee ist für viel Wind und ergiebige Niederschläge verantwortlich. Das kann das Queren von nicht überbrückten Bächen und Flüssen gefährlich machen. Die Kombination von Kälte, Nässe und Wind kann bei ungenügender Ausrüstung sehr schnell zu lebensbedrohlicher Unterkühlung führen.
Trotz der überwiegend hervorragenden Markierung scheint es immer wieder vorzukommen, dass sich Wanderer verirren (getting lost).  Selbst nach sorgfältiger Planung anhand der Wettervorhersagen birgt die besondere Landschaftsstruktur das Risiko, dass Wanderer infolge unvermutet angeschwollener Flüsse den Weg für eine längere Zeitspanne nicht fortsetzen können – die lokale Bezeichnung dafür ist stranden (stranding).

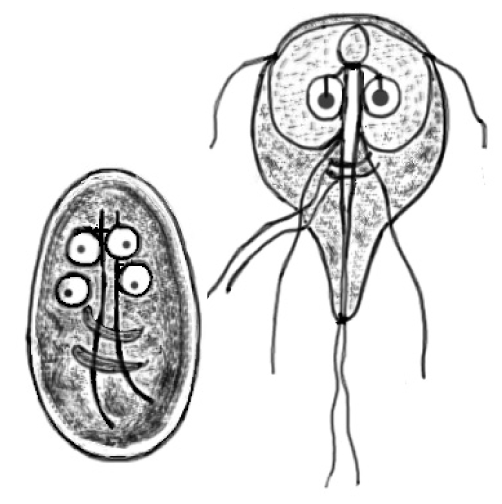
Giardia

Seit sich ein in den 1980er Jahren eingeschleppter Eingeweideparasit, Giardia Lamblia, in den Gewässern ausbreitet, sind bei der Entnahme von Trinkwasser Vorsichtsmaßnahmen zu beachten.
Ein eigenes Merkblatt (fact sheet) gibt Hinweise zu Symptomen und Behandlung der Giardiasis, und zeigt, was vor der Infektion schützt: Wasser kochen, filtern oder chemisch behandeln.
Die Ausweitung des Ozonloches und die starke Sonneneinstrahlung in der südlichen Hemisphäre macht ausreichenden Schutz vor der Ultraviolettstrahlung unverzichtbar.
Richtiges Verhalten beim Baden in Thermalquellen vermeidet die Gefahr der bakteriellen Lungenentzündung.
Autos auf Wanderparkplätzen sind nicht mehr immer und überall absolut sicher vor kriminellen Zugriffen.
Abhängig von der Region sind Schlamm, Bushlawyer und Sandmücken (engl. Sandflies) am unangenehmsten.
| Landschaft   |
|              |
| Schlammweg   |
|              |
| Windbruch    |
|              |
| Brettersteg  |
|              |
| Flussquerung |

### Landschaft
Schlammstellen
Die Kombination von weichem Boden, häufigem Regen und vielen Wanderern resultiert in morastigen Stellen (bogs), die immer tiefer und immer breiter getrampelt werden. Manche Wanderwege sind nahezu schlammfrei, aber im regenreichen Westen der Südinsel und auf Stewart Island muss immer damit gerechnet werden. Wenn es acht bis vierzehn Tage lang nicht regnet, trocknet so eine Schlammpfütze (mud hole) aus, meist kann man dann darüber laufen ohne wesentlich einzusinken; doch sind so lange Regenpausen beziehungsweise Sonnenperioden eher selten. Erfahrene Wanderer pflegen gamaschengeschützt mitten durch Schlammstrecken zu laufen, statt am Rand entlang zu balancieren oder auszuweichen. Dies vermeidet Probleme mit Pflanzen und gilt als vegetationsschonender.
Baumfall
An quer über den Weg liegenden Bäumen ist oft schwer vorbeizukommen. Ausweichmanöver können bei nur geringem Weiterkommen hunderte Meter durch schwierigstes Gelände führen. Ein weiteres Risiko solchen Ausweichens ist es, völlig vom Weg abzukommen. Ähnliches gilt bei durch Erdrutsch verschütteten oder durch washouts weggespülten Wegen.
Rutschiges
Die Oberflächen von Bretterstegen (board walks) sind meist mit einem Drahtnetz gesichert, doch manchmal fehlt es. Auch nasse Bäume und Wurzeln, glatte nasse Steine und lehmige Stellen sind schlüpfrig und lassen jeden Halt verlieren.
Moderne Wanderstöcke sind eine große Hilfe, besonders an glatten Stellen und bei Flussquerungen.
Flussquerungen
Flüsse können bei Regen sehr schnell anschwellen und unpassierbar werden.
Siehe das eigene Merkblatt „Water – the Power to Kill“ und die Hinweise des NZMSC zu river crossing.
Beim fording nicht zu tiefen Wassers können gute Gamaschen zu trocken bleibenden Füßen verhelfen.
Hochwasser geht meist wenige Stunden nach Aufhören des Regens schnell zurück und kann im Zweifelsfall abgewartet werden, da tiefes und reißendes Wasser sehr gefährlich ist – Grundsatz: If in doubt, sit it out.

### Pflanzen
| Pflanzen    |              |
|             |              |
| Bush Lawyer | Ongaonga     |
|             |              |
| Matagouri   | Stechginster |
|             |              |
| Hakengras   | Supplejack   |
|             |              |
| Tussock     | Tutu         |

Die Kletterpflanze Bush Lawyer (Rubus cissoides, Māori: tātarāmoa) hängt oft von anderen Sträuchern in die Wege herab. Sie macht sich schmerzhaft bemerkbar, wenn sie mit ihren Widerhaken die Haut festhält oder aufreißt.
Der endemischen Nessel (Urtica ferox, Māori: ongaonga) sollte unbedingt ausgewichen werden, jede Berührung mit nicht hinreichend geschützter Haut ist zu meiden. Inzwischen verbreitet sich auch die eingeschleppte Europäische Nessel.
Die bis zu fünf Zentimeter langen Stacheln der Matagouri (Discaria toumatou) enden in einer nadelfeinen Spitze, die leicht durch Schutzkleidung dringen kann. Der eingeschleppte Stechginster gorse (Ulex europaeus) hat ebenfalls viele Stacheln, die auch durch leichte Kleidung dringen können. So wie der Brombeerstrauch kann auch dieser Ginster in wenigen Jahren riesige Areale mannshoch überwuchern und mit undurchdringlich dichtem Gestrüpp unpassierbar machen.
Das klettenartige Hakengras (Uncinia) wird von Wanderern entlang der tracks immer mehr verbreitet. Obwohl ungefährlich, verhakt sich diese Pflanze in allen Textilien, an der Haut und an den Körperhaaren. Nur sehr glatte Gamaschen können davor schützen und verhindern, dass man selbst ungewollt diese Plage immer weiter verbreitet.
Obwohl die tracks öfters freigeschnitten werden, können sie schnell durch Büsche und Farne wieder zuwachsen. Triebe der fingerdicken dunkelbraunen Holzliane Supplejack (Rhipogonum scandens) schlängeln sich kreuz und quer durch den bush auf und ab und können ein dichtes Geflecht bilden. Hier durchzukommen ist nicht möglich, und das Ausweichen kann sehr mühsam sein.
Gräser können scharfe, schneidende Blattkanten haben. Manche Farn-Arten verursachen durch ihre Rauhigkeit Hautverletzungen und benässen durch ihre Fähigkeit, Wasser zu speichern, Schuhe und Kleidung. Auch andere den Weg überwuchernde Pflanzen, der giftige Tutu (Coriaria ruscifolia) oder Gräser wie Tussock, können viel Wasser in des Wanderers Schuhe abladen.

### Tiere
| Tiere       |        |                 |
|             |        |                 |
| Sandfliegen | Mücke  | Wespe           |
|             |        |                 |
| Ameisen     | Zikade | Bergpapagei Kea |

Die in Neuseeland sandflies genannten Kriebelmücken sind eine Plage ersten Ranges, da die weiblichen Tiere Löcher in die Haut beißen. Sie sind meist zahlreich und oft allgegenwärtig, doch eher langsam und nur tagaktiv. Besonders zahlreich und aggressiv sind sandflies auf der Südinsel und Stewart Island, bei manchen Wetterlagen, und zu bestimmten Tageszeiten, vor allem abends. Moskitos hingegen sind vor allem nachtaktiv. In den frühen 1980er Jahren eingeschleppt, können Wespen in manchen Gegenden zu manchen Zeiten invasiv auftreten. Ameisen können lästig werden, Zikaden können manchmal saisonal und regional in großer Zahl auftreten und Wanderer durch Lärm und Kollisionen belästigen.
Der Nestorpapagei Kea (Nestor notabilis) der Südalpen ist für seine große Neugier bekannt, seinem Forschungsdrang sollten nicht fahrlässig Ausrüstungsgegenstände überlassen werden.